# UFC 314
UFC 314: Volkanovski vs. Lopes foi um evento de artes marciais mistas produzido pelo Ultimate Fighting Championship que aconteceu em 12 de abril de 2025, no Kaseya Center em Miami, Flórida, Estados Unidos.

## Introdução
O evento marcou a quarta visita da promoção a Miami e a primeira desde o UFC 299 em março de 2024.
Uma luta pelo cinturão vago dos penas do UFC entre o ex-campeão Alexander Volkanovski e Diego Lopes deve ser a atração principal do evento após o então campeão Ilia Topuria abandonar o título para subir para o peso leve.
O ex-tricampeão dos leves do Bellator (também ex-desafiante ao cinturão dos leves do UFC) Michael Chandler e Paddy Pimblett se enfrentaram em um co-evento principal de cinco rounds na divisão dos leves.
Houve rumores de que uma luta pelo cinturão dos moscas do UFC entre o atual campeão Alexandre Pantoja e o ex-desafiante ao título interino Kai Kara-France aconteceria neste evento, mas isso nunca se concretizou.
Uma luta nos meio-médios entre o ex-desafiante ao cinturão dos meio-médios do UFC Gilbert Burns e Michael Morales foi originalmente agendada para este evento. No entanto, o confronto foi transferido para o UFC 315 por motivos não revelados.
O ex-tricampeão dos penas e também ex-campeão dos leves do Bellator, Patrício Pitbull, fez sua estreia promocional em uma luta no peso pena contra o ex-campeão interino peso pena do UFC, Yair Rodríguez.
Uma luta peso galo feminino entre Nora Cornolle e Hailey Cowan era esperada para acontecer no UFC 315. No entanto, a luta foi transferida para este evento por razões desconhecidas. Na pesagem, Cornolle pesou 62,5 kg, um quilo e meio acima do limite para lutas sem título no peso galo. A luta prosseguiu em peso combinado e ela foi multada em 20% de sua bolsa, que foi para Cowan.
Uma luta nos meio-médios entre Geoff Neal e Carlos Prates foi agendada para este evento. No entanto, Neal desistiu da luta devido a uma lesão e a luta foi posteriormente cancelada.
Uma luta peso-pena entre Roberto Romero e o estreante Alberto Montes estava marcada para este evento. No entanto, Montes desistiu da luta por razões desconhecidas e Romero foi transferido para UFC on ESPN: Machado Garry vs. Prates duas semanas depois.
Durante a transmissão do evento, a ex-bicampeã peso-galo e ex-campeã peso-pena do UFC, Amanda Nunes, foi anunciada como a próxima integrante da "ala moderna" do Hall da Fama do UFC, durante as festividades da Semana Internacional da Luta, em junho, em Las Vegas.

## Resultados
1. ↑  Pelo Cinturão Vago Peso Pena vago do UFC.

## Prêmios bônus
Os seguintes lutadores receberam bônus de US$ 50.000.
- Luta da Noite: Alexander Volkanovski vs. Diego Lopes
- Desempenho da Noite: Paddy Pimblett e Jean Silva